# Площадь Ленина (Омск)
Площадь Ле́нина — одна из центральных площадей города Омска, расположенная у Юбилейного моста. Ограничена улицами Ленина, Думской, Лермонтова и Театральной площадью. На данной площади установлен памятник Ленину.

## История
8 июля 1789 года в Луговской слободе Омска был освящён главный престол храма — во имя пророка Ильи. Церковь, возведённая на высоком холме, стала архитектурной достопримечательностью города, давшей название сформировавшемуся вокруг неё форштадту (Ильинский). 2 августа (Именины святого) стало Днём города, который отмечается на площади у Ильинского храма (на Ильинской горке).
В 1931 году церковь была закрыта, в 1936 году её снесли под предлогом установления на её месте памятника А. С. Пушкину. В 1937 году на месте храма был действительно установлен камень, символизирующий монумент в память о поэте. Место стало называться площадью Пушкина. В 1948 году на площади был установлен временный гипсовый памятник вождю революции В.И. Ленину. Территорию, которая многие годы находилась в запустении, было решено облагородить в рамках проекта «Омск — Город сад». Архитектором благоустройства прилегающей территории стал Е. А. Степанов, сыгравший большую роль в озеленении Омска.
В 1957 году временный памятник был заменён гранитной  скульптурой Ленина, выполненной Фуадом Абдурахмановым. В апреле, ко дню рождения вождя, памятник в торжественной обстановке открыл тогдашний первый секретарь Омского обкома КПСС Е.П.Колущинский. В том же году решением Омского горисполкома центральной площади города было официально присвоено имя В. Ленина.

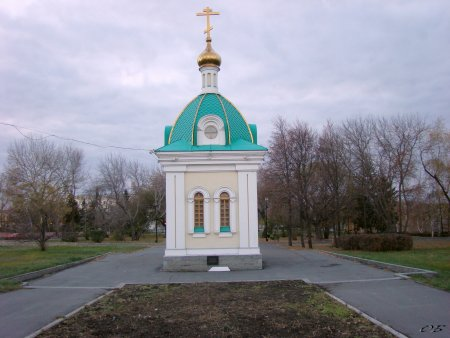
Часовня, возведённая на месте Ильинской горки в 1990-х гг.

В начале XXI века зазвучали предложения восстановить храм. Рядом с памятником Ленину появились часовня и деревянный крест.

## Благоустройство прилегающей территории
Ильинская горка — место для омичей исторически значимое. Во времена храма за территорией следили служители церкви и прихожане. В 1880 году вокруг церкви был разбит сад и установлена чугунная ограда на каменном основании со столбами.
Вскоре вокруг данной территории возводится генерал-губернаторский сад (один из первых садов в Омске). 3 марта 1914 года Городская дума приняла решение присвоить саду имя Лермонтова (также переименована улица Томская в Лермонтовскую).

Памятник венгерским интернационалистам

Через пять лет Лермонтовский сад стал местом захоронения борцов революции, погибших в канун отступления войск Колчака из Омска. Впоследствии это место получило название «Мемориальный сквер». Рядом с могилой установлен памятник венгерским интернационалистам (автор — заслуженный скульптор РСФСР Ф. Бугаенко). Перед входом в сквер в 1923 году был установлен памятник борцам революции (автор Н. Виноградов).
После того, как храм был взорван, территория нынешней площади Ленина долгое время находилась в запустении. Лишь в 1948 году откосы Ильинской горки были засажены многолетними травами, вокруг были высажены деревья. В соответствии с планом Е. Степанова построена широкая лестница, ведущая к ограждённой верхней площадке.
6 ноября 1967 года в Мемориальном сквере на площади Ленина был зажжён Вечный огонь. В эти же годы сквер благоустроен по плану архитектора Алхимова. Установлены скульптурные портреты видных деятелей революционного движения Сибири по эскизам скульптора Бугаенко.
По проспекту Маркса есть остановка «Площадь Ленина». 

## Интересные факты
- Площадь Ленина фигурирует в песне «Омские улицы», которая считается неофициальным гимном города. В тексте М. Сильвановича есть такие слова:

Для меня все дороги к тебе потеряны,

Все мечты о тебе от зари до зари…

И всегда жду тебя я на площади Ленина

В этот час, когда светят кругом фонари.

- По аналогии с Ильинской горкой площадь иногда называют Ленинской горкой (этому способствует также визуальная аналогия: памятник находится на холме).
- На площади Ленина часто проводятся различные митинги[10]